# Su Xuelin
Dans ce nom, le nom de famille, Su, précède le nom personnel.
Su Xuelin (chinois, 苏雪林, pinyin: Sū Xuělín), née le 24 février 1897 dans le Zhejiang et morte le 21 avril 1999 à Tainan, Taïwan, est une femme de lettres chinoise.

## Biographie
Su Xuelin est issue d’une famille de fonctionnaires installés en province. Elle passe quelque temps à étudier seule, et réussit, finalement, à obtenir de ses parents de rentrer dans une école. Elle intègre une école religieuse puis une école provinciale pour filles. Elle entre ensuite à l’École normale supérieure pour filles de Pékin. Elle est attirée par des études à l'étranger et pense aux États-Unis notamment. Mais elle a l'occasion de participer au premier concours ouvert par l’Institut franco-chinois de Lyon, et est reçue à son grand étonnement.
Elle a une semaine pour se décider et obtenir l'accord de sa famille. Son père, non seulement lui donne cet accord, mais finance le voyage et la première année d’étude. Elle intègre ainsi la première vague d’étudiants accueillis par cet Institut franco-chinois, à l’automne 1921, avec 15 étudiantes pour environ 120 hommes. Cette promotion comprend également Pan Yuliang, future artiste, passée préalablement comme elle par l’École normale supérieure de Pékin. Sue Xuelin entame à Lyon des études en Beaux-Arts. Le site de l'école lui plaît. Il s'agit, à l'époque, du Fort Saint-Irénée, sur les hauteurs de Lyon, proche de vestiges romains et d'un bois. Mais elle vit dans une sorte d'enclave chinoise sur le sol lyonnais, parlant constamment en chinois, mangeant chinois, vivant comme en Chine, ce qui n'est pas ce qu'elle cherche dans ce séjour. Elle quitte alors cette communauté chinoise de l’Institut pour une chambre en ville dans un pensionnat de jeunes filles, et se déplace dans la cité et les alentours. Pendant les vacances, elle participe à divers travaux agricoles faisant appel à de la main d’œuvre étudiante, notamment les vendanges et la cueillette des cerises. Elle habite en France pendant 3 ans et demi. Mais une relation amoureuse impossible avec un étudiant chinois, alors qu'elle est déjà fiancée en Chine avec un homme choisi par sa famille, puis le décès de son frère et la maladie grave de sa mère l'amènent à interrompre là ce séjour en France. Elle rentre en Chine en 1925, se marie (mais divorce rapidement) et devient professeur à l'université Soochow et l'université de Wuhan,.
Elle s'impose dans les auteures importantes des années 1930, parmi une génération acquise aux idées démocratiques, aux côtés de Bing Xin, Ding Ling, Feng Yuanjun et Ling Shuhua. Mais elle traverse une crise identitaire profonde en choisissant de se convertir au catholicisme, ce qui remet en cause à la fois ses origines et ses convictions nouvelles d'intellectuelle. Elle entretient également des relations conflictuelles avec un écrivain chinois de gauche, devenu important, Lu Xun. En 1949, au moment où le parti communiste chinois s'empare du pouvoir en Chine continentale, elle gagne Hong Kong, puis rallie Taïwan où elle se concentre sur l'étude de textes anciens écrits par Qu Yuan et la mythologie grecque et romaine,.
À partir de 1952, elle enseigne à l'université nationale normale de Taïwan. Puis elle prend sa retraite en 1973. Elle meurt âgée de 102 ans. Son œuvre, longtemps passée sous silence en Chine continentale, y est publiée après sa mort.